# Parkersburg (Nyugat-Virginia)
Parkersburg település az Amerikai Egyesült Államok Nyugat-Virginia államában, Wood megyében, melynek megyeszékhelye is. Lakosainak száma 29 738 fő (2020. április 1.).

## Népesség
A település népességének változása:
| Lakosok száma | 31 492 | 30 601 | 29 738 |
|               | 2010   | 2016   | 2020   |